# EFL Trophy
O EFL Trophy (em inglês Football League Trophy) é um campeonato anual da associação inglesa de futebol no modelo de mata-mata cujos participantes são os 48 clubes da EFL League One e EFL League Two, a terceira e a quarta divisão do futebol inglês e, desde a temporada de 2016-17, são permitidos participantes sub-21 de times da Premier League e da EFL Championship, correspondentes à primeira e à segunda divisão inglesa, respectivamente. É o terceiro maior torneio de mata-mata em prestígio do futebol inglês após a Copa da Inglaterra e a Copa da Liga Inglesa.
O torneio começou na temporada 1983-84 com o nome de "Taça dos Membros associados ", mas em 1992, após as divisões inferiores do campeonato inglês se tornarem membros do sistema inglês de ligas, ele foi rebatizado com o nome de Troféu da Liga de Futebol (Football League Trophy), mas conhecido também como "Checktrick". A competição substituiu a efêmera Football League Cup. Ele foi renomeado novamente em 2016, como o EFL Trophy. A competição tem sido associada a um patrocinador de naming rights desde a sua segunda edição: atualmente, é conhecido como Leasing.com Trophy.

## Campeões
| - 1983–84: A.F.C. Bournemouth - 1984–85: Wigan Athletic - 1985–86: Bristol City - 1986–87: Mansfield Town - 1987–88: Wolverhampton Wanderers - 1988–89: Bolton Wanderers - 1989–90: Tranmere Rovers - 1990–91: Birmingham City - 1991–92: Stoke City - 1992–93: Port Vale - 1993–94: Swansea City - 1994–95: Birmingham City (2) | - 1995–96: Rotherham United - 1996–97: Carlisle United - 1997–98: Grimsby Town - 1998–99: Wigan Athletic (2) - 1999–00: Stoke City (2) - 2000–01: Port Vale (2) - 2001–02: Blackpool - 2002–03: Bristol City (2) - 2003–04: Blackpool (2) - 2004–05: Wrexham - 2005–06: Swansea City (2) - 2006–07: Doncaster Rovers | - 2007–08: Milton Keynes Dons - 2008–09: Luton Town - 2009–10: Southampton - 2010–11: Carlisle United (2) - 2011–12: Chesterfield - 2012–13: Crewe Alexandra - 2013–14: Peterborough United - 2014–15: Bristol City (3) - 2015–16: Barnsley - 2016–17: Coventry City - 2017–18: Lincoln City - 2018–19: Portsmouth F.C. | - 2019–20: Salford City - 2020–21: Sunderland - 2021–22: Rotherham United (2) - 2022–23: Bolton Wanderers (2) - 2023–24: Peterborough United (2) - 2024–25: Peterborough United (3) |

Source: stevesfootballstats.uk